# Nicolas de Courteille
 (mai 2024).
Si vous disposez d'ouvrages ou d'articles de référence ou si vous connaissez des sites web de qualité traitant du thème abordé ici, merci de compléter l'article en donnant les références utiles à sa vérifiabilité et en les liant à la section « Notes et références ».
Nicolas de Courteille, né vers 1768 à Paris et mort vers 1830 en Russie, est un peintre français.

## Biographie
Gilles Nicolas de Courteille étudie à l'Académie royale de Paris, auprès de Simon Julien. Il expose au Salon de 1893 à 1822 des portraits, des tableaux historiques, ou des scènes de genre. 
Il concourt à cinq reprises pour le prix de Rome (en 1791, 1792, 1797, 1798 et 1799) et remporte le prix de la tête d'expression en 1803. 
Il part en Russie et devient citoyen russe en 1806.
En 1811, il obtient de l'Académie russe des beaux-arts un prix pour son Cupidon et Psyché, et en 1813, pour le tableau Philoclète laissé sur l'île de Lemnos, il reçoit le titre d’académicien de peinture.
De 1811 à 1817, il peint plusieurs toiles pour le palais de Peterhof dont La forge de l'usine de Sestroretsk.
En 1820, il est invité par le prince Youssoupov pour peindre les murs du palais d'Arkhangelskoïe récemment acquis, il y séjournera définitivement.
Avec son épouse Louise Thérèse Patourette, ils ont une fille Émélie.
Il enseigne le dessin et l'aquarelle aux étudiants destinés à travailler dans l'établissement de porcelaine du prince.
Il meurt en Russie vers 1830.
Sa fille Émélie (ca 1824-1848), domiciliée rue Chilpéric à Paris meurt célibataire à l'âge de 24 ans
. Elle est inhumée le 29 janvier 1848 au cimetière de Montmartre.

## Œuvres exposées aux Salons parisiens
- Deux Portraits dans le même Tableau, au Salon de 1793
- La Vérité amenant la Liberté, au Salon de 1793
- Plusieurs Portraits, sous le même numéro, au Salon de 1793
- Portrait en pied de M. Masson, au Salon de 1793
- Une Femme à son Chevalet, au Salon de 1793
- Sapho à Leucade, déplore l’insensibilité Phaon, au Salon de 1800
- Portrait en pied d’un hussard, au Salon de 1802
- Persée et Andromède, au Salon de 1804
- Un guerrier grec blessé, au Salon de 1822